# Фонтана (Болоња)
Фонтана (итал. Fontana) је насеље у Италији у округу Болоња, региону Емилија-Ромања.
Према процени из 2011. у насељу је живело 645 становника. Насеље се налази на надморској висини од 124 м.